# 43e congrès de la Confédération générale du travail
Le 43e congrès de la Confédération générale du travail est réuni du 21 au 26 mai 1989 à Montreuil-sous-Bois en Seine-Saint-Denis.

## Contexte
En septembre 1986, est annoncée la démission de Gérard Gaumé, officiellement pour raisons personnelles, en fait pour cause de désaccords « politiques »,. Le CCN élit son remplaçant : Daniel Angleraud, 49 ans, ancien ouvrier à l'EDF, ancien responsable national de la JOC.

## Votants
La Confédération annonce 1 030 843 syndiqués sous sa bannière. Mais les 981 délégués au Congrès portent les voix de 563 304 adhérents. Les délégués proviennent à 38 % du « secteur privé », 46 % du « secteur public » et 21 % du « secteur nationalisé ». Les ICT (ingénieurs, cadres et techniciens) seraient 32 % des délégués. Curieusement le nombre des femmes déléguées n'est pas cité dans le rapport publié de la Commission des mandats.

## Vote du document d'orientation
Le document d'orientation est adopté par 558 292 voix, contre 1 058, et 4 054 abstentions.

## Renouvellement de la commission exécutive
Le vote pour l'élection de la CE livre les mêmes anomalies du Congrès précédent : si la grosse majorité des élus le sont dans une fourchette de 560/562 000 voix, plusieurs membres du Bureau confédéral subissent des votes hostiles. Les premiers mal-élus sont André Deluchat, 499 353 voix, suivi du secrétaire général lui-même, Henri Krasucki qui recueille 547 357 voix. Dans un cas similaire sont Gérard Alezard, Lydia Brovelli. Ces derniers payent-ils leur « capacité de tolérance » à la diversité d'opinions au sein de la CGT ? Le discours de clôture d'Henri Krasucki y appelle de façon appuyée : On a le droit de ne pas être du même avis que la majorité. On débat. Personne ne doit se sentir mal à l'aise et le syndicat doit développer le « vivre ensemble ». C'est la raison pour laquelle la même équipe de direction est reconduite, à l'exception de deux sortants, Daniel Angleraud, Thérèse Poupon. Mais la succession de Henri Krasucki se précise. Louis Viannet est « chargé au sein du Bureau confédéral d'accroître l'efficacité de ce collectif ».

## Renouvellement du bureau
Le nombre des membres du Bureau est ramené à 16 et sa composition est livrée selon l'ordre suivant :
- - Henri Krasucki, secrétaire général, 65 ans, ajusteur métallurgiste (°)
  - Louis Viannet, directeur de la Vie ouvrière, 56 ans, postier (°)
  - Gérard Alezard, 53 ans, technicien supérieur en électronique (°)
  - Lydia Brovelli, 40 ans, cadre d'assurance,
  - André Deluchat, 45 ans, postier
  - François Duteil, 45 ans, technicien à EDF (°)
  - Johannès Galland, 55 ans, chef de division PTT
  - Pierre Koehler, 56 ans, typographe
  - Bernard Lacombe, 54 ans, prêtre ouvrier
  - Jean-Claude Laroze, 48 ans, agent de maîtrise à EDF
  - Jacqueline Léonard, 44 ans, employée de bureau (°)
  - René Lomet, 56 ans, contrôleur PTT (°)
  - Jeanine Marest, 48 ans, chimiste
  - Alain Obadia, 40 ans, cadre à la RATP, secrétaire général de l'UGICT-CGT (°)
  - Alphonse Veronèse, 47 ans, chaudronnier
  - Michel Warcholak. 50 ans, chaudronnier (°)